# Francesco da Milano
Francesco da Milano, także Milanese, właśc. Francesco Canova (ur. 18 sierpnia 1497 w Monzy, zm. 15 kwietnia 1543 w Mediolanie) – włoski kompozytor, lutnista i wiolista. 

## Życiorys
Był uczniem Giovanniego Testagrossy. Między 1513 a 1521 rokiem działał w Rzymie, spotykając się z uznaniem papieża Leona X. Około 1528 roku przebywał w Piacenzy, następnie ponownie w Rzymie w służbie w służbie kardynała Hipolita Medyceusza. Po śmierci kardynała w 1535 roku wstąpił na służbę u papieża Pawła III, który powierzył mu wychowanie swojego wnuka, Oktawiusza Farnese. W 1538 roku towarzyszył papieżowi podczas spotkania w Nicei z cesarzem Karolem V i królem Franciszkiem I. W późniejszych latach przebywał w służbie kardynała Alessandra Farnese. Jego uczniem był Perino Fiorentino.

## Twórczość
Był autorem ponad 40 tabulatur na lutnię (wyd. 1536–1603), zawierających ricercary, fantazje i opracowania utworów wokalnych. Należał do najwybitniejszych lutnistów swojego pokolenia, realizując na lutni fakturę polifoniczną powyżej 3 głosów, wbrew wcześniejszej praktyce nie redukując ich liczby. Część utworów Francesca da Milano należy do najwcześniejszych przykładów kształtowania autonomicznej architektoniki muzycznej, opartej na proporcjach liczbowych między poszczególnymi częściami a całością, nie uzależnionej od formy tekstu słownego czy gestów tanecznych.